# Asterocampa leilia
Asterocampa leilia ist ein Schmetterling (Tagfalter) aus der Familie der Edelfalter (Nymphalidae). 

## Merkmale

### Falter
Die Flügelspannweite der Falter beträgt 38 bis 76 Millimeter. Die Vorderflügeloberseiten sind braun orange bis kastanienbraun gefärbt und haben in den dunkleren Postdiskal- und Submarginalregionen ein Muster aus weißlichen Würfelflecken. Am Innenwinkel befinden sich zwei schwarze, gelb umrandete Augenflecke. Die Hinterflügeloberseite ist mit mehreren schwarzen Augenflecken versehen. Die Unterseiten der Flügel sind in verschiedenen Grautönungen gefärbt und weisen ein ähnliches Fleckenmuster wie die Oberseiten auf. 

### Ei
Die Eier haben eine gelbe Farbe.

### Raupe
Ausgewachsene Raupen sind grün gefärbt und zeigen dünne gelbe Rücken- und Nebenrückenlinien. Über den gesamten Körper sind kleine weiße Punkte verteilt. Das Körperende läuft spitz aus. Der Kopf ist mit zwei schwarzen oder grünen Gabelhörnern versehen.

### Puppe
Die Puppen sind als Stürzpuppe ausgebildet, von grüner Farbe und mit einer gelben Rückenlinie ausgestattet.

### Ähnliche Arten
Asterocampa celtis hat ein überwiegend graubraunes Erscheinungsbild. Am Innenwinkel der Vorderflügeloberseite befindet sich nur ein Augenfleck.

## Verbreitung und Lebensraum
Die Art kommt in US-Bundesstaaten Texas und Arizona sowie im Norden Mexikos vor. Die Tiere leben bevorzugt in trockenen Waldgebieten und Canyons.

## Lebensweise
Die Falter saugen gerne an überreifen Früchten, verletzten Bäumen, feuchten Erdstellen, Aas oder Kot, gelegentlich auch an Blüten. Sie fliegen im Süden von Texas von Februar bis November in mehreren Generationen, in Arizona von April bis November. Die Eier werden in Gruppen von 10 bis 15 Stück auf der Oberseite von Blättern der Nahrungspflanze abgelegt. Junge Raupen leben gesellig, ältere einzeln. Sie ernähren sich von den Blättern von Zürgelbäumen (Celtis), im Besonderen von Celtis pallida.